# James Thomson (Mathematiker)

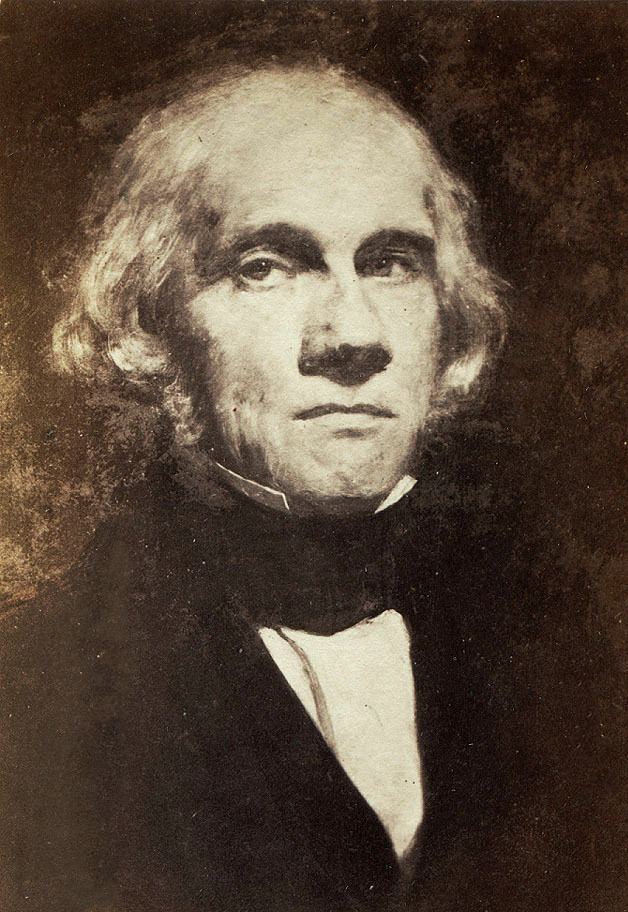
James Thomson

James Thomson (* 13. November 1786 bei Ballynahinch (Down), County Down; † 12. Januar 1849) war ein britischer Mathematiker.
Er war mit Margaret Gardiner verheiratet (Heirat 1817), mit der er vier Söhne und drei Töchter hatte, darunter der Physiker William Thomson, 1. Baron Kelvin, und der Ingenieur James Thomson. 
Thomson war ein Bauernsohn und wurde zunächst zu Hause unterrichtet und – nachdem sein Vater sein Talent erkannte, als er sich selbst die Herstellung von Sonnenuhren beibrachte – dann auf einer Schule in Ballykine, wo er zum Assistenten des Schulleiters wurde. Ab 1810 studierte er an der Universität Glasgow, um presbyterianischer Geistlicher zu werden. Im Sommer unterrichtete er weiter an seiner Schule in Ballykine. Nach dem Abschluss 1812 (M. A.) wurde er wieder Lehrer und ab 1814 unterrichtete er Rechnen, Buchhaltung und Geographie an der Academical Institution in Belfast, an der er 1815 Professor für Mathematik wurde. 1832 bis zu seinem Tod 1849 war er Mathematikprofessor an der Universität Glasgow.
Von ihm stammen Schulbücher über Mathematik und Geographie, die hohe Auflagen erlebten (sein Arithmetik-Lehrbuch erschien 1880 in 72. Auflage in London).
1829 wurde er Ehrendoktor (L.L.D.) in Glasgow.

## Schriften
- Arithmetic, Belfast 1819
- Trigonometry, Plane and Spherical, Belfast 1820
- Introduction to Modern Geography, Belfast 1827
- The Phenomena of the Heavens, Belfast 1827
- The Differential and Integral Calculus, 1831, 2. Auflage London 1848
- Algebra, 1844
- Euclid, 1834
- Atlas of Modern Geography